# ETERNITY (lynch.の曲)
「ETERNITY」は、lynch.のメジャー5枚目のシングルである。2015年9月2日にキングレコードから発売された。

## 収録曲
1. ETERNITY
2. ALIEN TUNE
3. VARIANT

## 収録アルバム
- 『D.A.R.K. -In the name of evil-』（#7）